# Saint-Pierre-le-Vieux (Vendée)
Saint-Pierre-le-Vieux ist eine französische Gemeinde mit 924 Einwohnern (Stand: 1. Januar 2022) im Département Vendée, in der Région Pays de la Loire. Saint-Pierre-le-Vieux gehört zum Arrondissement Fontenay-le-Comte und zum Kanton Fontenay-le-Comte (bis 2015: Kanton Maillezais). Die Einwohner werden Saint-Petruscain genannt.

## Lage
Saint-Pierre-le-Vieux liegt etwa 25 Kilometer westnordwestlich von Niort im Marais Poitevin. Durch die Gemeinde führt der Jeune Autise. Das Gemeindegebiet gehört zum Regionalen Naturpark Marais Poitevin. 

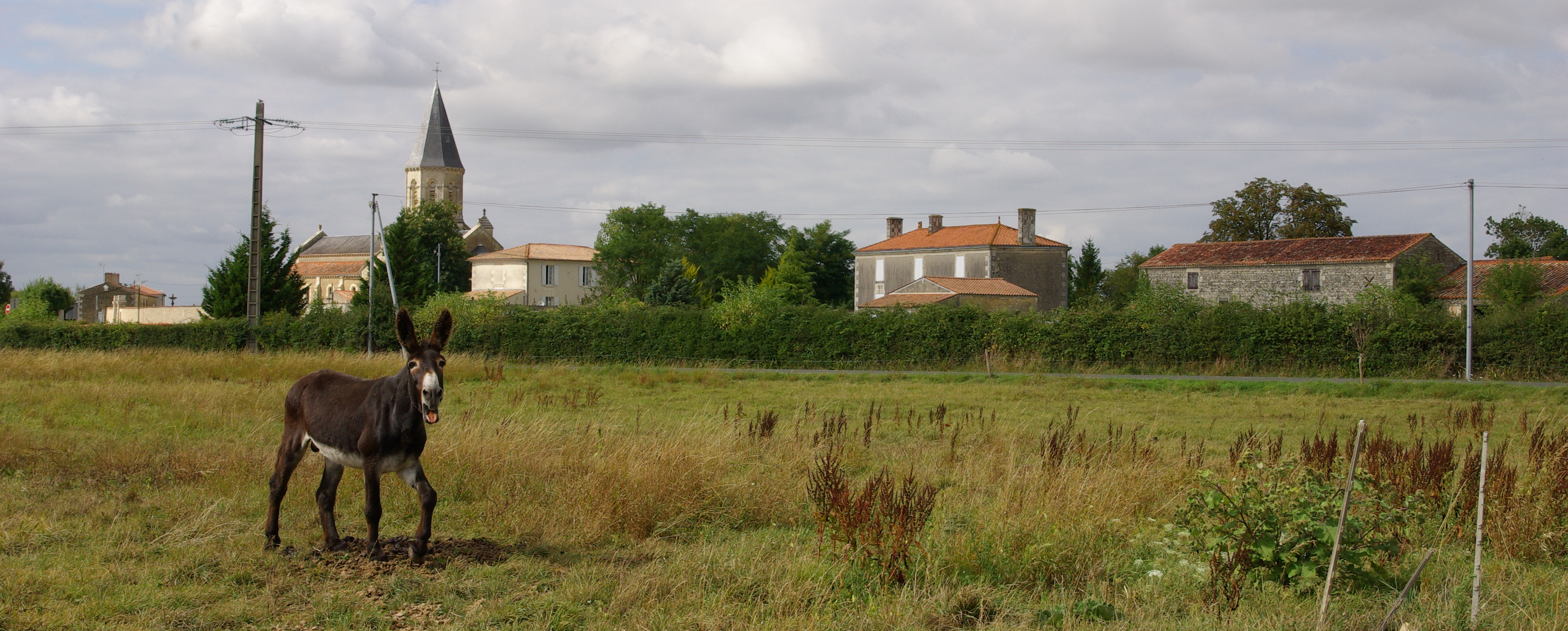
Blick auf Saint-Pierre-le-Vieux

Umgeben wird Saint-Pierre-le-Vieux von den Nachbargemeinden
- Saint-Martin-de-Fraigneau im Norden,
- Xanton-Chassenon im Norden und Nordosten,
- Rives-d’Autise mit Nieul-sur-l’Autise im Nordosten und Oulmes im Osten,
- Bouillé-Courdault im Osten,
- Liez im Südosten,
- Maillezais im Süden,
- Doix lès Fontaines im Westen und Südwesten.

Durch die Gemeinde führt die Autoroute A83.

## Bevölkerungsentwicklung
| 1846                      | 1901 | 1921 | 1962 | 1968 | 1975 | 1982 | 1990 | 1999 | 2006 | 2012 |
| 1523                      | 1182 | 988  | 843  | 821  | 772  | 812  | 863  | 881  | 926  | 964  |
| Quelle: Cassini und INSEE |      |      |      |      |      |      |      |      |      |      |

(seit 1962 ohne Zweitwohnsitze)

## Sehenswürdigkeiten
- Kirche Saint-Pierre
- Kirche Saint-Roch in Chalais, Monument historique
- Altes Kloster von Saint-Pierre-le-Vieux

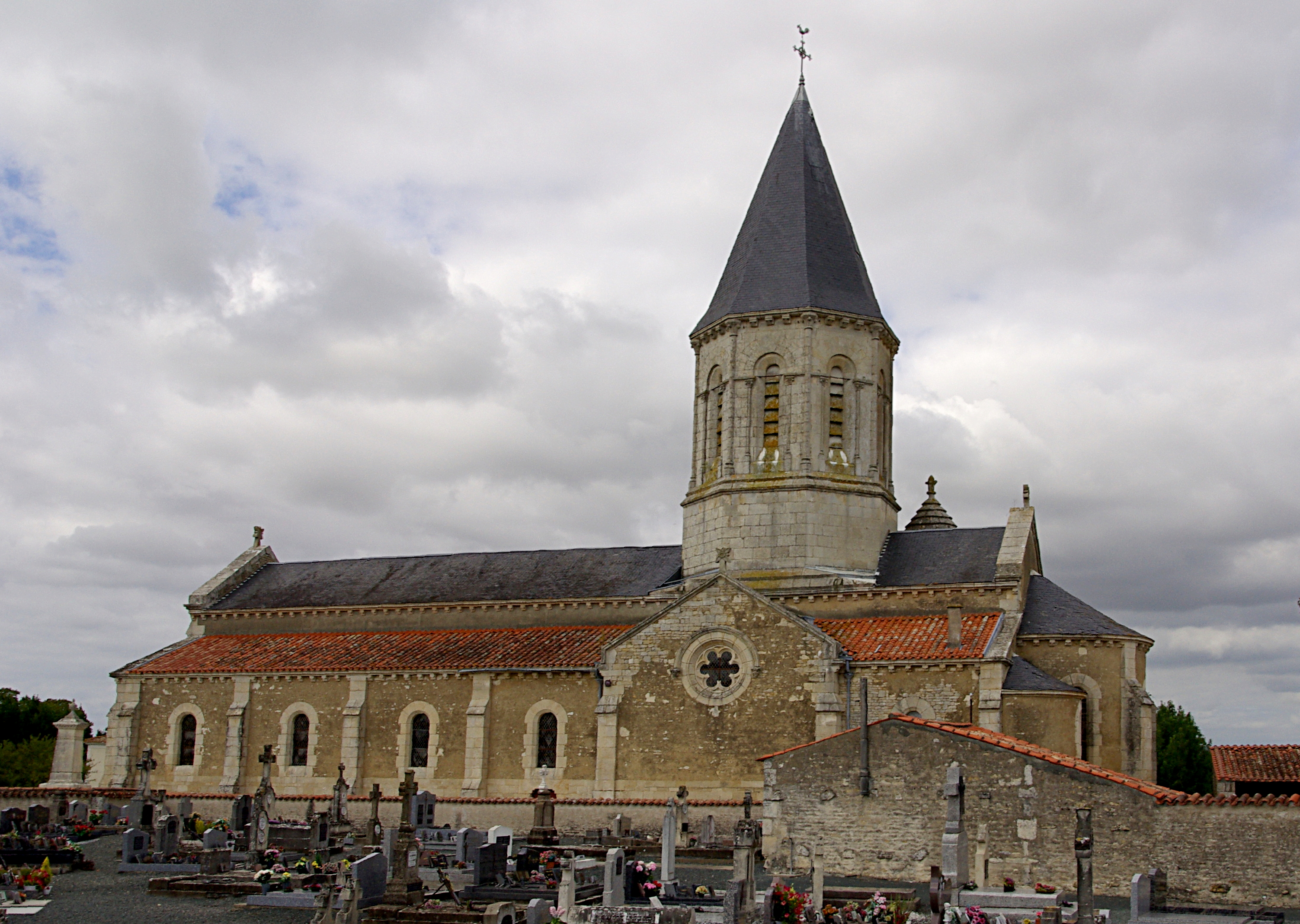
Kirche Saint-Pierre
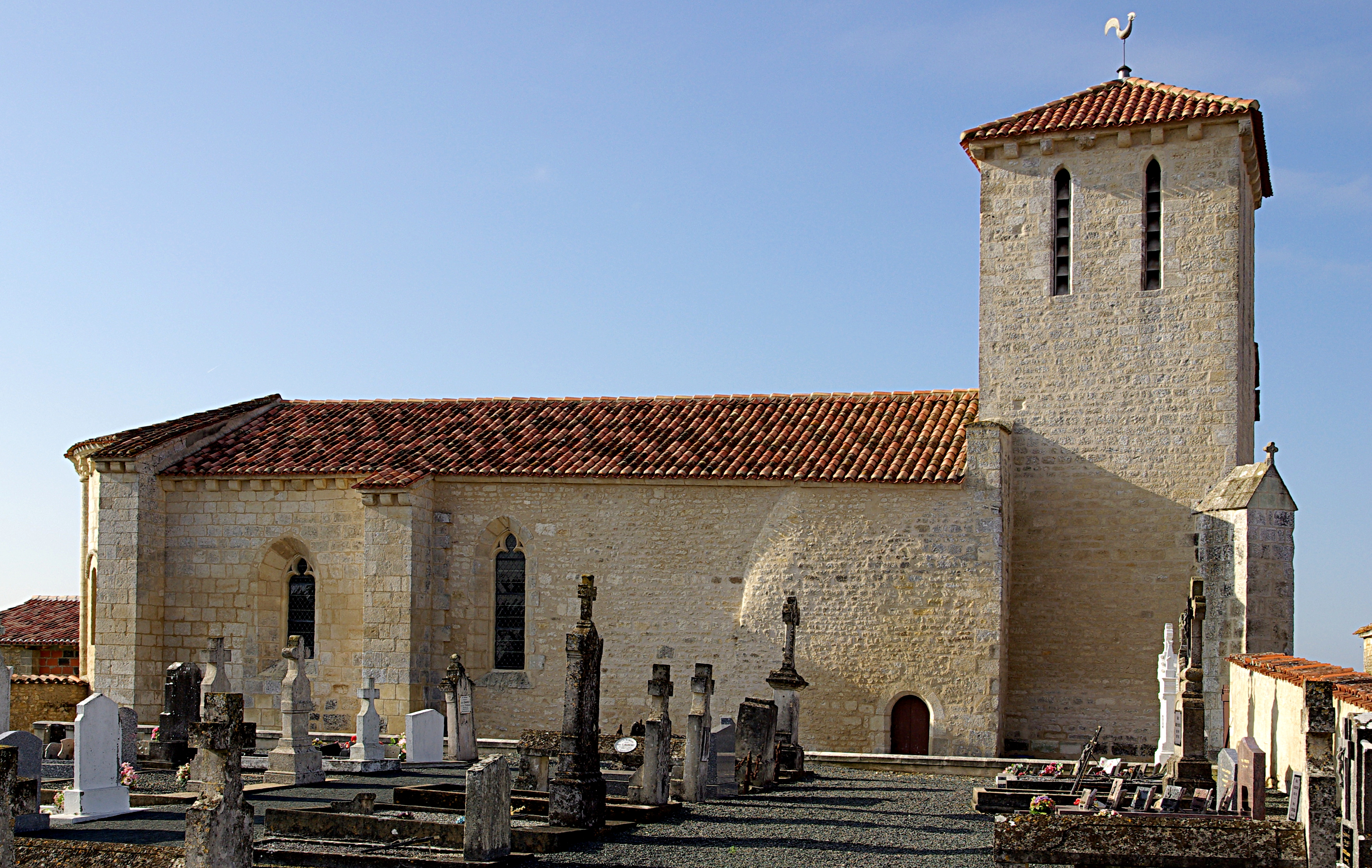
Kirche Saint-Roch